# West End Cafe
Das West End Cafe war ein New Yorker Jazzclub der 1970er- und 1980er-Jahre.

## Geschichte des Clubs
Das West End Cafe wurde in den frühen 1970er-Jahren von dem Musikjournalisten Sidney Robert gegründet und befand sich an der Ecke Broadway und 113th Street im New Yorker Stadtteil Manhattan nahe der Columbia University (2911 Broadway); es war eine Mischung aus Cafeteria und Jazzclub. Das Repertoire der auftretenden Bands umfasste Swing und Bebop, als Reminiszenz an die Swing Street der 1930er- und 40er-Jahre. Dort spielten u. a. ehemalige Musiker aus dem Duke Ellington Orchestra und dem Count Basie Orchestra wie etwa Sam Woodyard, Russell Procope, Earle Warren oder Jo Jones, ferner Sammy Price, Joe Albany, Eddie Durham, George Kelly, Tiny Grimes, Paul Quinichette, Harold Ashby, Ram Ramirez, Buddy Tate, Allen Eager und Ruby Braff/Scott Hamilton.
Zwischen 1982 und 1987 entstanden in dem Club Mitschnitte der Konzerte von George Kelly (Live at the West End Cafe (1982) mit Irving Stokes, Richard Wyands, Peck Morrison, Ronnie Cole), von Mike Peters (Django's Music (1983), u. a. mit Randy Sandke, Herb Gardner, Bob Kindred) und des Peter Compo Jazz Violin Quartet (Live at the West End Cafe, New York City (1987) mit Bobby Pratt, Bucky Calabrese und Giampaulo Biagi). Um 1987 schloss der Club; 1988 gab es von Burt und Art D’Lugoff, den Eigentümern des Village Gate Planungen, in den Räumlichkeiten einen neuen Club namens West End Gate zu eröffnen.